# Concierto pastoral
El Concierto pastoral es un concierto para flauta y orquesta de Joaquín Rodrigo. Rodrigo compuso la obra entre 1977 y 1978 bajo encargo de James Galway, que descubrió la obra del compositor en 1974, cuando pidió permiso para transcribir la Fantasia para un Gentilhombre para flauta. Galway la estrenó el 17 de octubre de 1978 en Londres, con Eduardo Mata dirigiendo la Philharmonia Orchestra.

## Movimientos
El concierto está escrito en tres movimientos, el segundo de los cuales da origen al nombre «pastoral»:
- Allegro
- Adagio
- Rondó (allegro)

El primer y tercer movimientos contienen muchos intervalos de séptima, octava y novena, y abundan las notas de adorno y appoyaturas.